# C·B·凡尼尔
C·B·凡尼尔（英語：Cornelis Bernardus van Niel，1897年11月4日—1985年3月10日）是一位荷兰出生的美国微生物学家，主要从事光合作用的化学研究。